# Vesa Ponto
Vesa Ponto (* 27. März 1971 in Oulu) ist ein ehemaliger finnischer Eishockeyspieler, der fünf Spielzeiten in der SM-liiga und eine in der Deutschen Eishockey Liga verbracht hat.

## Karriere
Vesa Ponto begann seine Karriere 1991 in seiner Geburtsstadt Oulu, wo er zwei Jahre für Kärpät Oulu in der zweithöchsten finnischen Liga, der Division 1, aufs Eis ging. Anschließend wechselte der Finne in die SM-liiga zu JYP Jyväskylä. Hier etablierte sich der 22 Jahre alte Verteidiger auf Anhieb als Stammspieler. Insgesamt blieb er vier Jahre in Jyväskylä und erreichte mit seinem Team drei Mal die Play-offs. 1997 unterschrieb Ponto beim WEV Wien, wo er zwei Spielzeiten aktiv war.
Zur Saison 1999/00 kehrte er zurück zu JYP Jyväskylä. 2000 nahmen ihn die Iserlohn Roosters aus der Deutschen Eishockey Liga unter Vertrag. Beim DEL-Aufsteiger blieb Ponto allerdings auch nur ein Jahr und ging zurück nach Wien, spielte diesmal aber für die Vienna Capitals. In drei Jahren gehörte er zu den konstantesten Spielern und wechselte zur Spielzeit 2004/05 in die Asia League Ice Hockey zum südkoreanischen Verein Anyang Halla. Seine letzte Station war von 2005 bis 2007 Rouen Hockey Élite 76, die in der französischen Ligue Magnus spielen. Dort wurde er gleich in seinem ersten Jahr Französischer Meister, im zweiten Jahr erreichte man die Play-offs, konnte aber nicht ins Finale einziehen. Anschließend beendete Ponto seine Karriere.

## Erfolge und Auszeichnungen
- 2006 Französischer Meister mit Rouen Hockey Élite 76

## Karrierestatistik
(Legende zur Spielerstatistik: Sp oder GP = absolvierte Spiele; T oder G = erzielte Tore; V oder A = erzielte Assists; Pkt oder Pts = erzielte Scorerpunkte; SM oder PIM = erhaltene Strafminuten; +/− = Plus/Minus-Bilanz; PP = erzielte Überzahltore; SH = erzielte Unterzahltore; GW = erzielte Siegtore; 1 Play-downs/Relegation; Kursiv: Statistik nicht vollständig)